# Camerano
Camerano és un municipi situat al territori de la província d'Ancona, a la regió de Marques, (Itàlia).
Camerano limita amb els municipis d'Ancona, Castelfidardo, Osimo i Sirolo.